# Katharine Gun
Katharine Teresa Gun (z domu Harwood; ur. w 1974 roku) – brytyjska sygnalistka i lingwistka, która pracowała w GCHQ jako tłumaczka mandaryńskiego.   
W 2003 roku Gun zdecydowała się upublicznić poprzez pośredników treść tajnej notatki służbowej Franka Kozy, wysokiej rangi pracownika NSA. Notatka ta zawierała skierowane do pracowników GCHQ żądanie o pomoc w tajnej i nielegalnej operacji inwiligacji biur ONZ 6 państw (Angola, Bułgaria, Kamerun, Chile, Gwinea i Pakistan). Były to państwa, których głosy uważano wówczas za decydujące w głosowaniu nad rezolucją ONZ popierającą wojnę w Iraku. Rezolucja ta mogła zapewnić USA podstawę prawną do rozpoczęcia wojny w Iraku
Wspomniana w notatce operacja miała natomiast na celu zapewnić NSA informacje, które posłużyć miały później do uzyskania przewagi nad podsłuchiwanymi państwami
Ówczesny rzecznik ONZ, Fred Eckhard, potępił inwigilacyjne praktyki w ONZ, jeżeli rzeczywiście mają miejsce.  
Po publikacji notatki Kozy w Observer w siedzibie ONZ istotnie znaleziono urządzenia inwigilacyjne.   
W 2019 roku powstał film Official Secrets, w Polsce dystrybuowany pod tytułem Brudna gra. Film opowiada historię wycieku notatki Franka Kozy i następstw tego wycieku z perspektywy Katharine Gun.                        